# 井上智栄子
井上 智栄子（いのうえ ちえこ、1983年8月12日 - ）は、日本の元タレント。血液型 A型。大阪府出身。京都ノートルダム女子大学卒業後、松竹芸能に所属していた。

## 来歴

### タレントになるきっかけ
『ヤングタウン日曜日』（MBSラジオ、以下「ヤンタン日曜日」、「ヤングタウン」→「ヤンタン」と略す）で「座るラジオ」と称して、笑福亭鶴瓶・松嶋尚美・西靖が路上で座りながら収録を行っていたところに、ロイヤルホストでバイトをしていた井上が偶然通りかかり出演。その時の井上の感じの良さに、マネージャー陣が熱烈なラブコールを送り、タレントになることを勧める。その後、松竹芸能に入ってタレント活動を始める。

### ヤンタンでの井上智栄子情報
その後、松嶋尚美に代わって新たにレギュラーになった（その当時のヤンタン日曜日は「立つラジオ」と称して、スタジオでマネキンの頭に見立てたマイクを前に収録を行なっていた）。
その言動は天然系であり、時に鶴瓶や西を困惑させる。そんな井上の発言は鶴瓶や西にネタを提供するが、中でも、自宅のマンションでは家族全員が裸で生活していること、ギャランドゥーのさきっちょを見られるより鼻の穴を見られることの方が恥ずかしいと感じること、寝不足になると乳首が黒くなる、などが有名である。
また、井上は番組内で処女である事を告白したが、所々で男を知っているような発言もしており、そのため処女を装って鶴瓶と西を馬鹿にしているのではないか?という疑惑もある。また、軍人好きである事も判明した。ちなみに、キスは既に経験済みとのことである。好みの異性のタイプは読売ジャイアンツの清水隆行選手とのことであるが、周りの反応は一向に冷ややかである。
番組のエンディングは、鶴瓶からセクハラを受けて「キャー!」（エコーがかかる）と叫び、そのまま音声がフェードアウトしていくのが恒例となっていた。2006年4月2日のヤンタン生放送をもって卒業したが、そのキャラクター性が認められて、スタジオに顔を出せばいつでも出演できる特権が与えられている。
その後、1度ヤンタンから井上に電話しようという事になったものの、直後に違う話題に話が移ってしまい、そのまま電話される事なくその日の放送が終わった。
さらに「この前電話すると言って結局しなかったから今回は電話してください」というリスナーの要望にも、鶴瓶が「疲れるから嫌だ」と言ったため、またしても電話される事はなかった。
そして2008年11月23日の放送では、智栄子と共演した笑福亭瓶成が「ヤンタンに出たいと言っていた」という話になり、ついに「智栄子に電話しよう」という事で電話されるも運悪く留守番電話で、出演は叶わなかった。
さらに同年12月7日の放送で、再度リスナーからの要望により電話されたが、またしても留守番電話であった。留守番電話になった途端、鶴瓶が「もういい！切れ！」と言って電話が切られた。
2009年3月29日の放送で久々の出演を果たした。そして処女喪失をなんのためらいもなく公表した。

### ヤンタン卒業後
NHK大阪放送局の『ぐるっと関西おひるまえ』（平日11:00-11:55、後に11:30-12:00に縮小。以下「ぐるっと関西」と略す）を2006年4月4日から担当することを4月2日のヤンタン生放送中に報告した。鶴瓶によると、ラジオを聴いていたNHKのスタッフからのラブコールがあったらしい。偶然通りかかったヤンタン収録きっかけでヤンタンレギュラーになり、タレントになり、さらにラジオを聴いたNHKのスタッフからラブコールを送られ帯番組をゲットしており、人を惹き付ける魅力と強運の両方を持ち合わせているといえる。
ぐるっと関西では亀山房代に変わって中央の席に座ることもあり、すっかり番組に浸透していて、2007年改編で旧メンバーでは井上だけが残り、ますますメインを張る存在となった。西がヤンタンで井上の話題をする際は「すっかりNHKのお昼の顔になった井上」という前置きで話すことが多い事からも、ぐるっと関西＝井上という存在として認識されていると言える。
2008年春の改編で、『ぐるっと関西』を卒業した。
2007年にNHK木曜時代劇『新・はんなり菊太郎』に出演し、女優としての一歩を踏み出している。その後、NHKの朝の連続テレビ小説『だんだん』では、名前がある役を演じた。
笑福亭瓶成いわく「ケーブルテレビに出まくっている」とのこと。その一方で、『上泉雄一のええなぁ!』（MBSラジオ）では、2009年4月の放送開始から2011年6月まで、金曜日の中継リポーターを務めた。また、2009年6月からは、オフィシャルブログの運営を始めている。しかし、結婚が決まったことを機に、2011年6月で芸能界を引退した。

## タレント時代の主な出演

### テレビ
- ぐるっと関西おひるまえ （NHK大阪放送局）2006年4月 - 2008年3月 関西ローカル
- 「おはようコールABC」（朝日放送）毎週金曜日のスポーツ番組のレポーター
- 板東英二の欲バリ市場（毎日放送）
- 歴史街道（朝日放送） 旅人役
- NHK木曜時代劇『新・はんなり菊太郎』（NHK）
- ビジネス新伝説 ルソンの壺（NHK大阪放送局）関西ローカル
- まいどわいど！わが街ねっとわーく（J:COM 大阪北部）2008年7月 -

### CM
- 加ト吉
- 京都国際建築技術専門学校

### ラジオ
- 上泉雄一のええなぁ!（MBSラジオ）金曜中継リポーター
- MBSヤングタウン日曜日（MBSラジオ）アシスタント